# Фавст Корнелий Сулла Феликс
Фавст Корнелий Сулла Феликс (лат. Faustus Cornelius Sulla Felix; ок. 23—62) — древнеримский политический деятель, сенатор, консул 52 года, единоутробный брат Мессалины, супруги императора Клавдия, женатый на его дочери, Клавдии Антонии.

## Происхождение
Являлся прямым потомком диктатора Суллы по мужской линии, принадлежал к патрицианскому роду Корнелиев. Родился в семье Фавста Корнелия Суллы Лукулла и Домиции Лепиды Младшей около 23 года. Овдовевшая тремя годами ранее Домиция с годовалой дочерью Мессалиной вышла замуж за Суллу Лукулла в 21 году.

## При Клавдии
В 38 году Мессалину выдают замуж за Клавдия, однако на карьере Суллы это никак не сказывается. Он вырос в застенчивого и нерешительного, трусливого человека. Лишь в 47 году Мессалина организует его брак с дочерью императора от его второй жены, Клавдией Антонией, которая годом ранее овдовела. Через пару лет у них рождается ребёнок, но он не доживает и до двух лет.
Несмотря на заговор против Клавдия, устроенный Мессалиной, позиции Суллы не пошатнулись. Через четыре года после её смерти, в 52 году, он становится консулом и исполняет свои обязанности целый год.

## При Нероне
Нерон, придя к власти, не доверял Сулле — из-за его знатности и родства с Клавдием Сулла был серьёзным соперником. Пользуясь мягким характером Суллы, его несколько раз пытались использовать в качестве марионетки для заговоров против императора.
В 55 году Бурр и Паллант были обвинены в заговоре с целью передачи власти Сулле, однако были оправданы.
В 57 году Грапт, вольноотпущенник Нерона, обвинил Суллу в том, что тот подстроил засаду на императора на Фламиниевой дороге. Доказательств найдено не было, но Сулла был изгнан в Массилию (совр. Марсель, Франция)
В 62 году Тигеллин донёс Нерону, что Сулла хочет взбунтовать против императора войска, расположенные в Германии. Нерон подослал к Сулле убийц, которые убили его и доставили его голову в Рим.